# 羅斯福 (密蘇里州)
羅斯福（英語：Roosevelt）是位於美國密蘇里州道格拉斯縣的非建制地區。

## 歷史
羅斯福的郵局於1904年設立，1908年關閉後又於1910年重啟，最終於1937年停運。

## 地理
羅斯福所處的海拔為高於海平面286米（即938英呎），而該地所採用的時區為UTC-6，即北美中部時區（CST）。同時該地設有夏令時間，為UTC-6調快一小時，即UTC-5（CDT）。